# Châtillon (Ródano)
Châtillon é uma comuna francesa na região administrativa de Auvérnia-Ródano-Alpes, no departamento de Ródano. Estende-se por uma área de 10,71 km². Em 2010 a comuna tinha 2 159 habitantes (densidade: 201,6 hab./km²).